# Phan Phúc
Phan Phúc là một nghệ sĩ ưu tú, nghệ sĩ vĩ cầm Việt Nam. Ông từng là trưởng dàn nhạc giao hưởng Việt Nam. Ông chính là nghệ sĩ kéo đàn vĩ cầm ngồi ở vị trí số một dàn nhạc do Hồ Chí Minh chỉ huy trong bức ảnh nổi tiếng "Bác Hồ bắt nhịp bài ca Kết đoàn" của nhà báo Lâm Hồng Long.

## Tiểu sử
Phan Phúc sinh năm 1935. Tuy nguyên quán ở huyện Vũ Thư, tỉnh Thái Bình nhưng ông sinh ra và lớn lên tại Hà Nội. Phan Phúc tham gia cách mạng từ năm 11 tuổi, là một trong những nhạc sinh quân đầu tiên của nước Việt Nam Dân chủ Cộng hòa.
Ông tự học nhạc từ bé. Trong thời gian làm liên lạc cho văn phòng Chiến khu 2, người thầy đầu tiên dạy vĩ cầm của ông là nhạc sĩ Huy Du.

## Sự nghiệp
Năm 1950, khi là đội viên Đội Thiếu sinh Vệ quốc quân, ông từng biểu diễn mừng sinh nhật Chủ tịch Hồ Chí Minh tại chiến khu Việt Bắc. Phan Phúc từng 2 lần đi tu nghiệp ở Trung Quốc và Bungary. Ông là cây vĩ cầm chủ chốt của Đội Thiếu sinh Vệ quốc quân, khi đó ông đã độc tấu các tác phẩm như "Phiên chợ Ba Tư" của Ketèlbey, "Serenade" của Schubert.
Năm 1960, Bộ Văn hóa và thành phố Hà Nội mở đêm dạ hội tại Vườn Bách Thảo, chào mừng Đại hội Đảng lần thứ ba vừa họp xong. Phan Phúc khi đó là trưởng dàn nhạc. Ông đang đứng chăm chú xem lại tổng phổ và chuẩn bị cho người chỉ huy dàn nhạc thì bất ngờ Chủ tịch Hồ Chí Minh đi tới. Bước lên bục chỉ huy, Chủ tịch Hồ Chí Minh cầm cây đũa, truyền lệnh tới cả dàn nhạc: "Bây giờ Bác và các cháu cùng biểu diễn bài ca Kết đoàn". Khi chủ tịch vung đũa thì cả dàn nhạc và hợp xướng cùng cất lên giai điệu lời ca bài hát Kết đoàn. Phan Phúc là nghệ sĩ vĩ cầm ngồi hàng ghế đầu trong dàn nhạc.
Ông từng là trưởng dàn nhạc giao hưởng Việt Nam và trưởng đoàn ca nhạc đài Tiếng nói Việt Nam. Ông còn là bè trưởng đầu tiên của Dàn nhạc giao hưởng quốc gia Việt Nam.
Tại Đài Tiếng nói Việt Nam, ông từng là nghệ sĩ độc tấu vĩ cầm của dàn nhạc, cũng như dàn nhạc Giao hưởng Hợp xướng nhạc vũ kịch. Sau thời gian tu nghiệp tại Nhạc viện Sofia - Bungari, ông trở lại Đài và từ năm 1972 là Trưởng Đoàn ca nhạc ủy ban Phát thanh - Truyền hình và đài Tiếng nói Việt nam tới khi nghỉ hưu. Ông đã được tặng danh hiệu Nghệ sĩ Ưu tú cùng nhiều huân chương, huy chương khác.

## Đời tư
Năm 1958, ông kết hôn với NSND Tuyết Mai và có một người con gái tên Tuyết Minh. Ông nghỉ hưu năm 1998 và hiện sống tại Ba Đình, Hà Nội.

## Nhận định
Báo Công an Nhân Dân nhận xét ông là "một trong những cây vĩ cầm hàng đầu của Việt Nam". Báo Nhân Dân gọi ông là "cây vĩ cầm số 1 trong "Dàn nhạc của Bác Hồ". Phan Phúc có những đóng góp đáng kể trong việc xây dựng Đoàn Ca Nhạc, Đài Tiếng nói Việt Nam thành một đơn vị nghệ thuật có uy tín. Trong sự nghiệp giảng dạy tại học viện Âm nhạc Quốc gia Việt Nam, với những đóng góp trong công tác đào tạo, ông đã góp phần tạo dựng nên những gương mặt nghệ sĩ vĩ cầm trẻ.